# Hyperaeschra pallida
Hyperaeschra pallida är en fjärilsart som beskrevs av Butler 1880. Hyperaeschra pallida ingår i släktet Hyperaeschra och familjen tandspinnare. Inga underarter finns listade i Catalogue of Life.